# Кенахо
Кенахо (чечен. Кхенах) — село в Итум-Калинском районе Чеченской Республики. Входит в состав Моцкаройского сельского поселения.

## География
Расположено на левом берегу реки Бара, к северо-западу от районного центра Итум-Кали.
Ближайшие развалины бывших сёл: на севере — сёла Ошни и Моцкарой, на юго-востоке — аул Джелашхой.

## Население
| 2010 |
| ---- |
| 0    |